# Grêmio Desportivo Sãocarlense
Grêmio Desportivo Sãocarlense is een Braziliaanse voetbalclub uit São Carlos, in de deelstaat São Paulo.

## Geschiedenis
De club werd opgericht in 1976 als Grêmio Esportivo Sãocarlense en was de opvolger van Madrugada EC. De club begon met meteen in de Segunda Divisão, de tweede klasse van het Campeonato Paulista en speelde daar tot 1986. Door financiële problemen nam de club in 1987 niet deel aan de competitie en speelde in 1988 in de derde klasse. Na twee seizoenen promoveerde de club en kon in 1990 zelfs een tweede promotie op rij afdwingen. De club speelde drie seizoenen in de hoogste klasse en degradeerde dan naar de Série A2 omdat het aantal clubs in de hoogste klasse drastisch verminderd werd. In 1996 mocht de club aantreden in de Série C, maar werd daar in de eerste ronde uitgeschakeld. In 2003 degradeerde de club uit de Série A2 en ook het volgende seizoen volgde een degradatie. Door financiële problemen verdween de club tijdelijk, waarop in de stad São Carlos FC opgericht werd.
In 2008 ging de club onder de naam Sãocarlense FC terug voetballen in de amateurcompetitie van de stad. In 2011 werden ze kampioen. In 2016 werd de huidige naam aangenomen en ging de club spelen in de nieuwe competitie Taça Paulista, voornamelijk voor clubs die voorheen actief waren in de staatscompetitie, maar daar niet genoeg geld voor hadden. De club eindigde laatste in zijn groep.

## Bekende ex-spelers
- Boaideiro
- Giovanni
- Wilson Mano
- Paulinho McLaren